# Alfred Andreasen
Alfred Andreasen (Kalundborg, 1896 – 1978) è stato un inventore danese.
Fu inventore della pipetta di Andreasen, apparecchio per tracciare la curva granulometrica di una polvere.